# Château Sacelláry
Le Château Sacelláry (en hongrois : Sacelláry-kastély) est une demeure privée située dans le 22e arrondissement de Budapest. Il est situé dans le quartier de Budafok, à proximité du château Törley.